# Kevonones irazus
Kevonones irazus is een hooiwagen uit de familie Cosmetidae.